# Abbaye de Tavistock

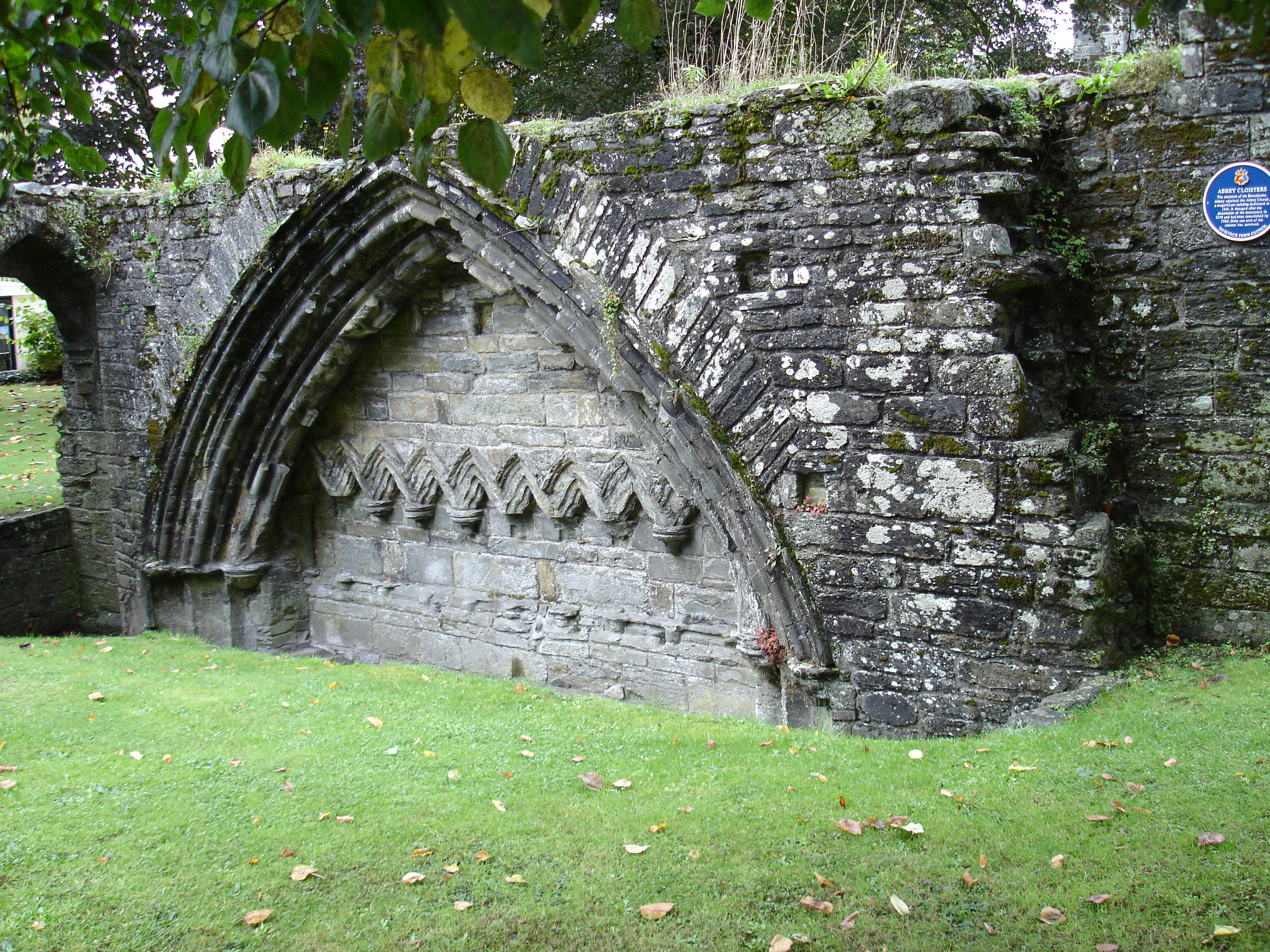
Ruines des arches du cloître.

L'abbaye de Tavistock était une abbaye bénédictine située à  Tavistock, dans le Devon.
Elle est fondée en 961 par l'ealdorman Ordgar, mais détruite dès 997 par une attaque des Danois. Elle est reconstruite sous son second abbé, Lyfing, qui devient par la suite évêque de Worcester. Son successeur, Aldred, devient également évêque de Worcester, puis archevêque d'York en 1061.
L'abbaye disparaît en 1539 à la suite de la dissolution des monastères voulue par le roi Henri VIII.